# Amata insueta
Amata insueta är en fjärilsart som beskrevs av Swinhoe 1892. Amata insueta ingår i släktet Amata och familjen björnspinnare. Inga underarter finns listade i Catalogue of Life.